# 306 (numero)
Trecentosei (306) è il numero naturale dopo il 305 e prima del 307.

## Proprietà matematiche
- È un numero pari.
- È un numero composto con 12 divisori: 1, 2, 3, 6, 9, 17, 18, 34, 51, 102, 153, 306. Poiché la somma dei suoi divisori (escluso il numero stesso) è 396 > 306, è un numero abbondante.
- È un numero semiperfetto in quanto pari alla somma di alcuni (o tutti) i suoi divisori.
- È un numero di Harshad (in base 10), cioè è divisibile per la somma delle sue cifre.
- È parte delle terne pitagoriche (144, 270, 306), (208, 306, 370), (306, 408, 510), (306, 840, 894), (306, 1360, 1394), (306, 2592, 2610), (306, 7800, 7806), (306, 23408, 23410).
- È un numero pratico.
- È un numero intoccabile.
- È un numero congruente.
- È un numero malvagio.
- È un numero oblungo, ovvero della forma n(n+1).

## Astronomia
- 306P/LINEAR è una cometa periodica del sistema solare.
- 306 Unitas è un asteroide della fascia principale del sistema solare.

## Astronautica
- Cosmos 306 è un satellite artificiale russo.